# Eberhard Lenz
Eberhard Lenz (* 5. Juni 1921; † 26. November 2008) war ein deutscher Basketballfunktionär und -schiedsrichter.

## Leben
Lenz stammte aus Berlin, er trieb Fußball, Handball und Hockey. Im Zweiten Weltkrieg wurde er verwundet und verlor seinen rechten Arm. Im Oktober 1946 kam er nach Köln, wo er von 1947 bis 1952 an der Universität zu Köln ein Studium im Fach Germanistik absolvierte. Während seiner Studentenzeit kam er mit dem Basketballsport in Kontakt. Trotz seiner Kriegsverletzung spielte er 25 Jahre lang Basketball. Von 1947 bis 1952 war Lenz an der Uni Köln Studentenreferent für Sport, in den Jahren 1950 und 1951 hatte er das Amt des Vorsitzenden des Allgemeinen Deutschen Hochschulsportverbandes inne. Am 1. April 1954 gehörte Lenz zu den Gründern der Basketballabteilung des ASV Köln. Bis diese im Sommer 1978 aufgelöst wurde, war er deren Vorsitzender. Er engagierte sich zudem für die Damenmannschaft des ASV, die später unter dem Dach von Saturn, Galatasaray sowie BC 90 spielte.
Als Basketballschiedsrichter zählte Lenz von 1959 bis 1972 zum A-Kader des Deutschen Basketball-Bundes (DBB). Elf Jahre lang war er beim Westdeutschen Basketball-Verband (WBV) als Schiedsrichterausbilder und zehn Jahre lang als Mitglied des WBV-Rechtsausschusses (teils als Vorsitzender) tätig. Für den Deutschen Basketball-Bund war er im Ausschuss für Archiv und Dokumentation tätig, zudem saß er mehr als zehn Jahre lang im DBB-Ehrenrat. Im Nachruf des Deutschen Basketball-Bundes wurde Lenz als „echter Basketball-Pionier“ bezeichnet.
Er arbeitete im Buchgroßhandel, 1961 wurde er leitender Archivar an der Deutschen Sporthochschule Köln. Diese Stelle hatte er bis zu seiner Versetzung in den Ruhestand im November 1984 inne.